# O Muito Honorável
O prefixo O Muito Honorável (em inglês, The Right Honourable, abreviado como The Rt Hon. ou The Right Hon.) é um título honorífico tradicionalmente atribuído a nomes de certas pessoas no Reino Unido, no Canadá, na Austrália, na Nova Zelândia e em outros países da Commonwealth. O presidente do Conselho de Estado da República da Turquia também utiliza o prefixo. Normalmente, de um modo geral, vem a ser o tratamento atribuído à nobreza, juntamente com os tratamentos de Sua Excelência e Sua Graça. No entanto, como pode-se ver abaixo, também existem pessoas que recebem esses tratamentos e que não pertencem à nobreza.

## Reino Unido
Pessoas tituladas com o prefixo podem ser:
- Membros do Conselho Privado do Reino Unido ou do Conselho Privado da Irlanda do Norte (isso inclui todos os atuais e antigos membros do Gabinete do Reino Unido, um comitê do Conselho Privado, com a exceção daqueles que renunciaram aos seus cargos no Conselho Privado.)
- Barões, Viscondes e Condes (Os marqueses são titulados O Mais Honorável, e duques recebem o O Mais Nobre ou Sua Graça).
- Ocupantes de certos ofícios de estado do Canadá, tais como o Governador-Geral, o Primeiro-ministro e o Chefe de Justiça.

Com a finalidade de diferenciar nobres que são Conselheiros Privados dos que não são, algumas vezes utiliza-se o sufixo PC juntamente com o título.
Algumas pessoas têm o prefixo adicionado ao nome de seus ofícios, como:
Na Inglaterra:
- Os prefeitos de Londres, Iorque e Bristol.

No País de Gales:
- O prefeito de Cardiff.

Na Escócia:
- Os prefeitos de Edimburgo e de Glasgow.

Na Irlanda do Norte
- O prefeito de Belfast.

Na Austrália:
- Os prefeitos de Sydney, Melbourne, Perth, Adelaide,  Brisbane e Hobart.

Todos os outros prefeitos utilizam o título The Right Worshipful, mas outros prefeitos da Escócia não o usam. O prefixo também é colocado antes do nome de entidades corporativas.

## Canadá
No Canadá, os membros do Conselho Privado da Rainha recebem o título honorífico O Honorável, e apenas ocupantes dos mais altos cargos públicos recebem o título O Muito Honorável, porque era costume apontá-los ao Conselho Privado Britânico.
L'Honorable e le Très Honorable são usados na França pelo governo federal; porém cidadãos de língua frances em Quebec consideram-os inapropriados e aconselham o uso de Monsieur e Madame ("Senhor" e "Senhora"). O Muito Honorável é para:
- Governadores-gerais do Canadá - que também usam "Sua Excelência"
- Primeiros-Ministros do Canadá
- Chefe de Justiça do Canadá

Muitos proeminentes canadenses (a maioria composta de políticos) tornaram-se membros do Conselho Privado do Reino Unido e tiveram acesso ao título O Muito Honorável, por causa de seus serviços no Reino Unido (por exemplo, servindo como enviados a Londres) ou como membros do Gabinete Imperial de Guerra ou no Gabinete do Canadá. São eles:
- Sir John A. Macdonald (1879) - como primeiro-ministro
- Sir John Rose (1886)
- Sir John Sparrow David Thompson(1894) - como primeiro-ministro
- Sir Samuel Henry Strong (1897) - como Chefe de Justiça do Canadá
- Sir Wilfrid Laurier (1897) - como primeiro-ministro
- Sir Richard John Cartwright (1902)
- Sir Henri Elzéar Taschereau (1904) - como Chefe de Justiça do Canadá
- Sir Charles Tupper (1907) - como primeiro-ministro
- Sir Charles Fitzpatrick (1908) - como Chefe de Justiça do Canadá
- Sir Robert Laird Borden (1912) - como primeiro-ministro
- Sir George Eulas Foster (1916)
- Sir Louis Henry Davies (1919) - como Chefe de Justiça do Canadá
- Sir Lyman Poore Duff (1919) - Duff não se tornou Chefe de Justiça até 1933
- Arthur Lewis Sifton (1920)
- Arthur Meighen (1920) - como primeiro-ministro
- Charles Doherty (1920)
- Sir William Thomas White (1920)
- William Lyon Mackenzie King (1922) - como primeiro-ministro
- William Stevens Fielding (1923)
- Francis Alexander Anglin (1925) - como Chefe de Justiça do Canadá
- Sir William Mulock (1925)
- George Perry Graham (1925)
- R.B. Bennett (1930)
- Sir George Halsey Perley (1931)
- Ernest Lapointe (1937)
- Vincent Massey (1941)
- Raoul Dandurand (1941)
- Louis St. Laurent (1946)
- James Lorimer Ilsley (1946)
- Clarence Decatur Howe (1946)
- Ian Alistair Mackenzie (1947)
- James Garfield Gardiner (1947)
- Thibaudeau Rinfret (1947) - como Chefe de Justiça do Canadá
- John George Diefenbaker (1957) - como primeiro-ministro
- Georges-Philéas Vanier (1963) - como Governador-Geral do Canadá
- Lester Bowles Pearson (1963) - como primeiro-ministro

Observações: Tupper foi apontado quando ele não era mais primeiro-ministro, e St. Laurent foi apontado quando ele era um ministro de Gabinete sob o governo de Mackenzie King. Massey virou Governador Geral uma década depois e recebeu o título O Muito Honorável servindo como alto comissionário canadense em Londres.